# Avenida Martín García
La avenida Martín García es una breve arteria vial que funciona como límite entre los barrios de La Boca, Barracas y San Telmo, en la ciudad de Buenos Aires, Argentina.

## Características
La Avenida Martín García es una corta pero importante arteria que principalmente direcciona el tránsito que proviene del centro de Buenos Aires por la Avenida Paseo Colón, hacia la Avenida Montes de Oca, calle principal del barrio de Barracas. Su nombre recuerda a Martín García, expedicionario junto a Juan Díaz de Solís en 1515, que falleció mientras navegaban por el Río de la Plata.
Se la puede caracterizar como una avenida diagonal, yendo de nordeste a sudoeste con doble sentido de circulación vehicular, pero de un lado y del otro de Martín García la traza urbana cambia su orientación, producto de loteos realizados en distintas épocas. Además, la avenida cambia el nombre de las calles que la cruzan.
Es una avenida industrial en su primer sector, pero rápidamente se transforma en un eje residencial, a medida que se acerca a la Avenida Montes de Oca y aumenta el valor del suelo. De todas formas, el sector industrial está en retroceso, y sus edificios han sido adaptados para alojar oficinas y lofts.

## Recorrido
Partiendo desde la Avenida Paseo Colón, sigue su recorrido en línea recta hacia el sudoeste. Hacia el sudeste se abre en un distribuidor la Avenida Almirante Brown. En su primer tramo, la avenida bordea el Parque Lezama de un lado, y terrenos industriales del otro.
En Martín García 320 está el antiguo edificio art nouveau de la Fábrica de Fideos y Bizcochos Canale, junto a los Talleres Viuda de Canale e Hijos, construidos hacia 1910. Un proyecto inmobiliario pretende transformarlo en el Palacio Lezama. Luego de cruzar la calle Defensa (al sur es la Avenida Regimiento de Patricios), en Martín García 464 está el edificio de estilo art decó construido para la Yerbatera Cruz de Malta en 1927. En 2007 fue transformado en un edificio de oficinas, bautizado con el nombre de Barrancas de Lezama y actualmente alberga a personal del HSBC.
En el cruce con la calle Bolívar está el Edificio Juan B. Justo, construido por la cooperativa socialista El Hogar Obrero entre 1913 y 1938. Las dos últimas cuadras de la Av. Martín García, llegando a la Av. Montes de Oca, se destacan por un conjunto de edificios en altura de departamentos de nivel alto. Entre las calles Isabel la Católica y Jovellanos se destacan las fachadas de ladrillo de la antigua Editorial Kraft, hoy demolida para la construcción de un supermercado.
Finalmente, Martín García desemboca en Montes de Oca, y allí está la sucursal Barracas del Automóvil Club Argentino, con su estación de servicio de YPF.
|  | RMq | RMKRZ | RMq |

|  | CONTgq | KRZ | STRq |

|  | STRq | KRZ | CONTfq |

|  | CONTgq | KRZ | STRq |

|  |  | STR |

|  |  | STR + CONTg | CHURCH |

|  |  | STR |

|  | CONTgq | KRZ | STRq |

## Imágenes

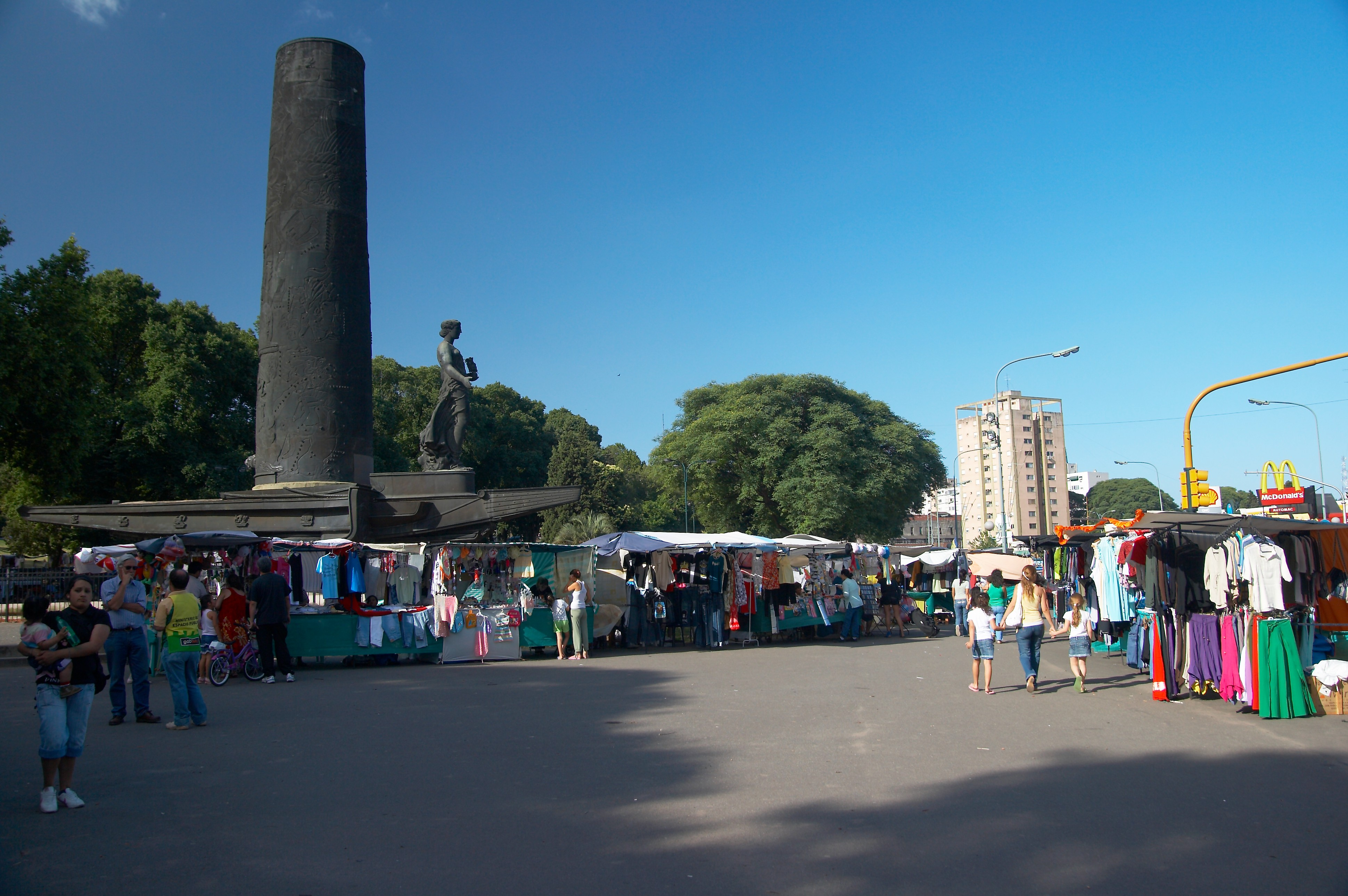
Monumento a la cordialidad argentino - uruguaya en el Parque Lezama.
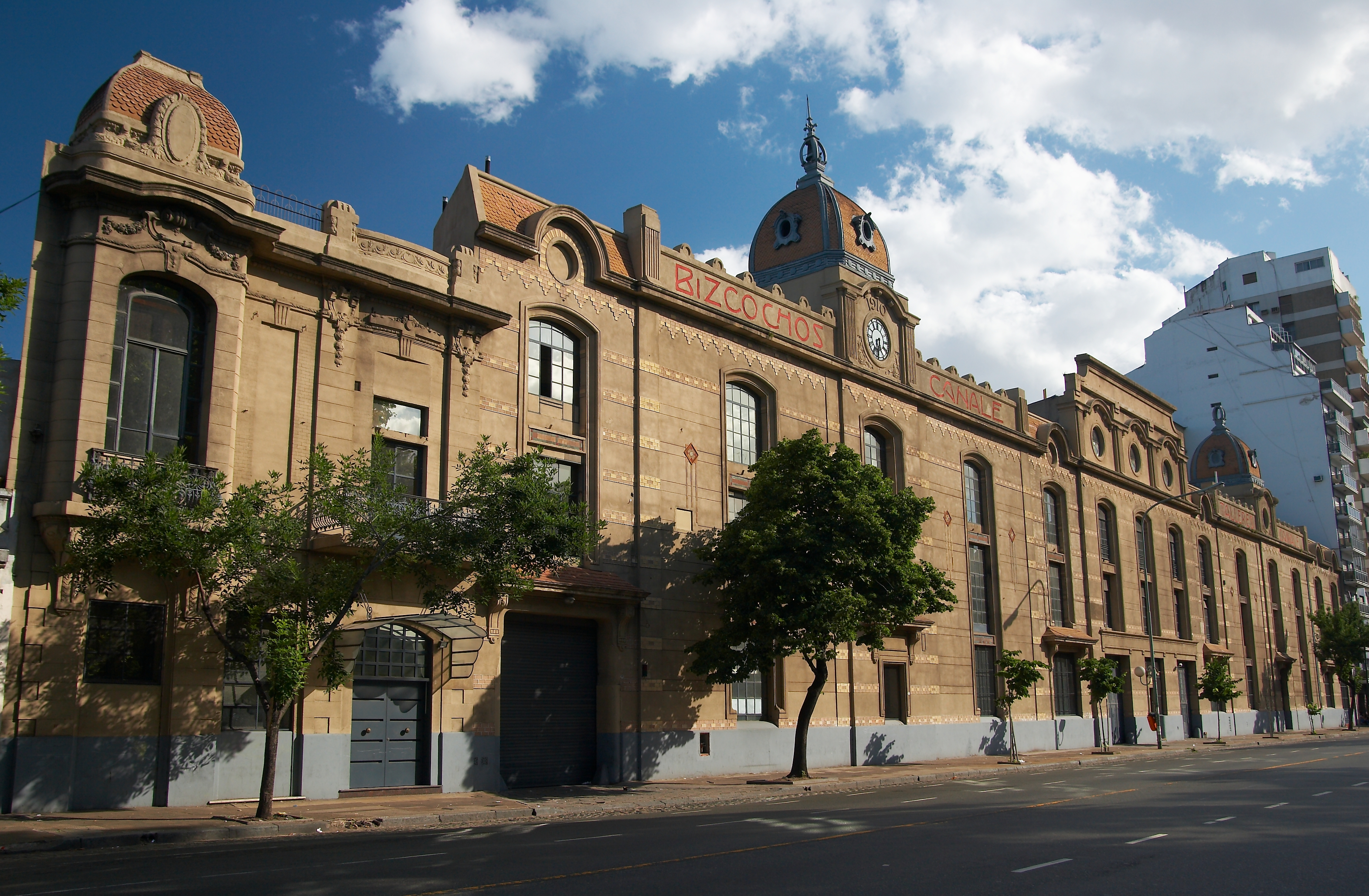
Fábrica Canale.